# SC Wiedenbrück 2000
El SC Wiedenbrück 2000 es un equipo de fútbol de Alemania que juega en la Regionalliga West, una de las ligas regionales que  conforman la cuarta división de fútbol en el país.

## Historia
Fue fundado en el año 2000 en la ciudad de Rheda-Wiedenbrück a raíz de la fusión de los equipos DJK Wiedenbrück y Westfalia Wiedenbrück, tomando el lugar del DJK en la Bezirksliga (VI), ascendiendo inmediatamente a la Versbandsliga Westfalen (V), y en el 2005 descendieron a la Landesliga, aunque solamente estuvieron 1 año ahí, donde en el año 2007 ascendieron a la Oberliga Westfalen (IV) como subcampeones, solo por debajo del campeón SV Schermbeck.
Lograron el ascenso de la Oberliga Westfalen para jugar en la Regionalliga West en la temporada 2010/11, donde juegan actualmente.

## Palmarés
- NRW-Liga: 2

2010, 2020
- Verbandsliga Westfalen Grupo 1 (VI): 1

2009